# 有りがたうさん
『有りがたうさん』（ありがとうさん）は、1936年（昭和11年）公開の清水宏監督の日本映画。

## ストーリー
1935年（昭和10年）秋の不景気時、「有りがたうさん」と呼ばれて親しまれているバス運転手が当時の路線バスの天城街道（静岡県伊豆半島）を運転しながらバスの乗客や街道を、すれ違う人々との交流を、心温まるユーモアを交えて描く。

## キャスト
- 有りがたうさん - バスの運転手：上原謙
- 黒襟の女：桑野通子
- 売られゆく娘：築地まゆみ[1]
- 売られゆく娘の母親：二葉かほる
- 髭の紳士：石山隆嗣(石山龍児)

- 茶店の婆さん：高松栄子
- 朝鮮の女：久原良子[2]
- 行商人：仲英之助
- 東京帰りの村人：河村黎吉
- その娘：忍節子
- 行商人A：堺一二
- 行商人B：山田長正
- 猟帰りの男：河原侃二
- 田舎の老人：青野清
- 村の老人：金井光義
- 医者：谷麗光
- 新婚の夫：小倉繁
- 新婚の妻：河井君枝
- うらぶれた紳士：如月輝夫
- 田舎のアンちゃん：利根川彰
- 祝言の夫婦：桂木志郎
- 祝言の夫婦：水上清子
- お通夜の人：県秀介
- 旅役者：浪花友子
- 旅役者：三上文江
- 旅役者：小池政江
- 旅役者：爆弾小僧
- 村の娘：小牧和子
- 酌婦：雲井つる子
- 酌婦：和田登志子
- 旅芸人：長尾寛
- 旅芸人：京谷智恵子
- 旅芸人：水戸光子
- 旅芸人：末松孝行
- 薬屋：池部鶴彦
- 小学生：飯島善太郎
- 小学生：藤松正太郎
- 小学生：葉山正雄

### ギャラリー

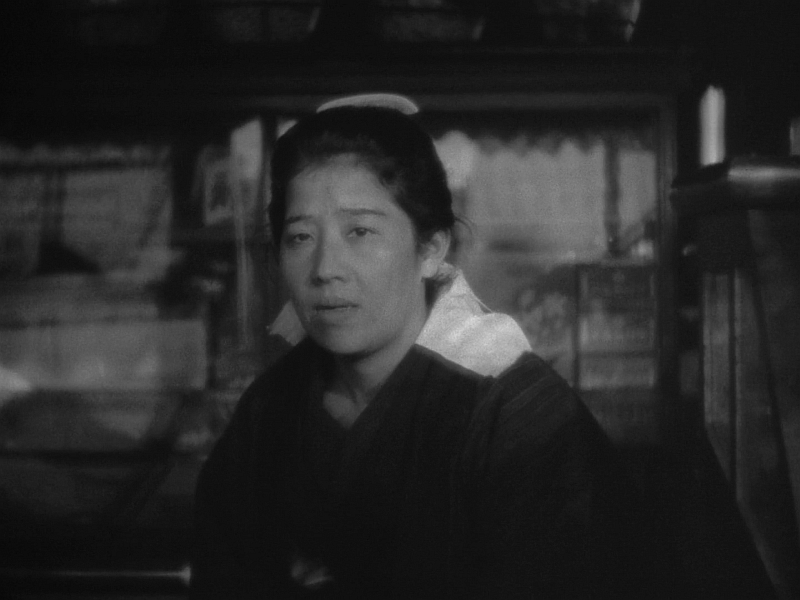
高松栄子
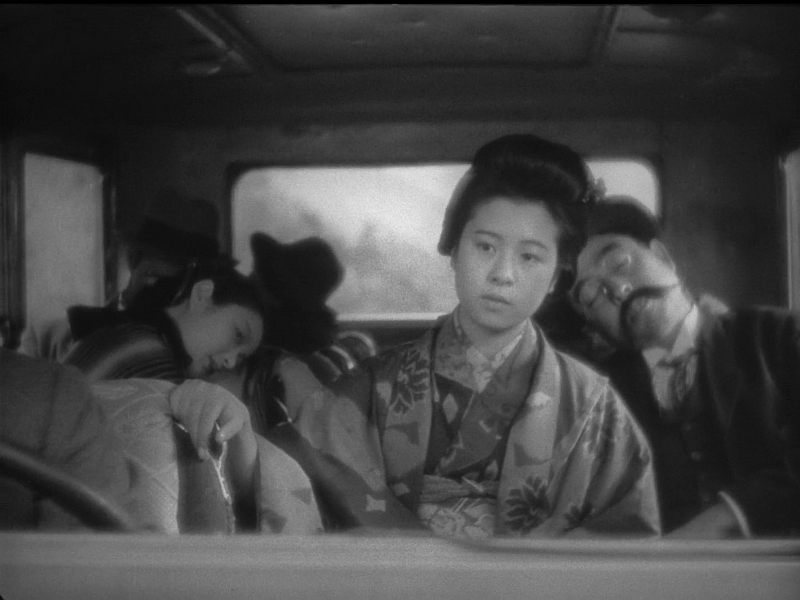
築地まゆみ
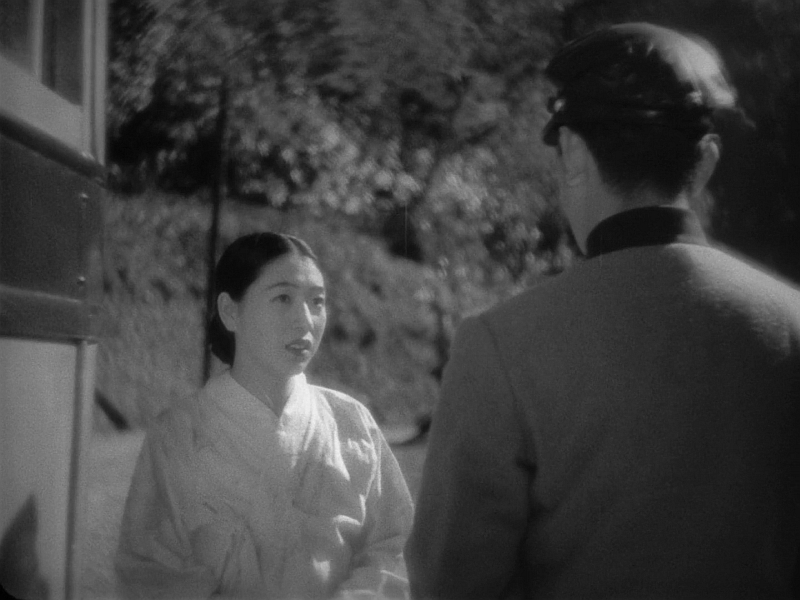
久原良子
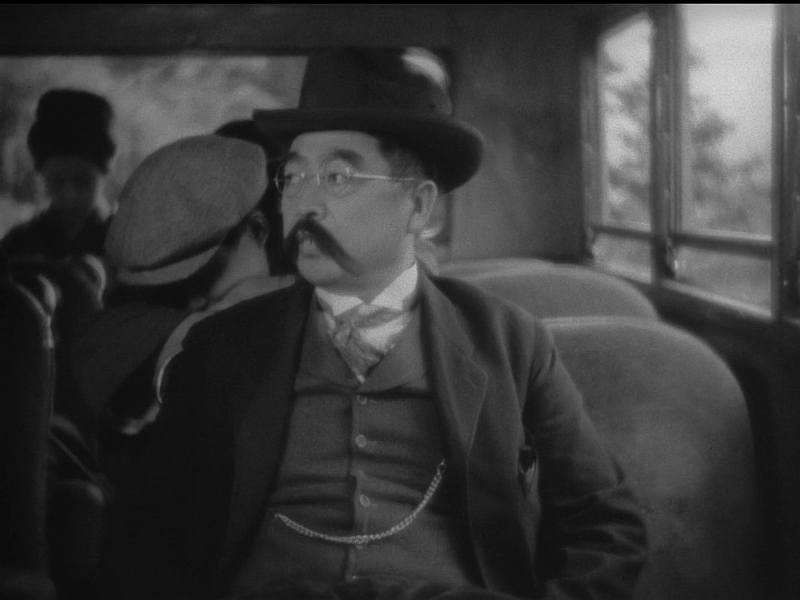
石山隆嗣
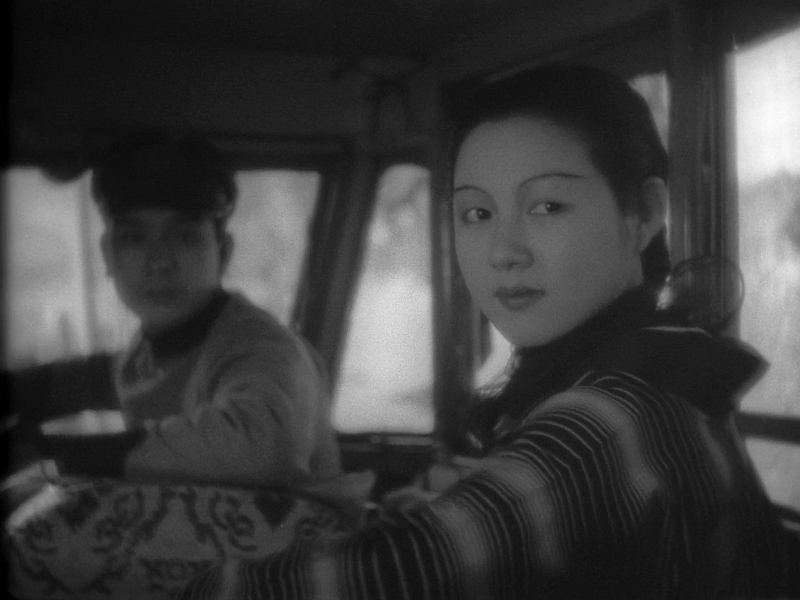
左から上原謙と桑野通子
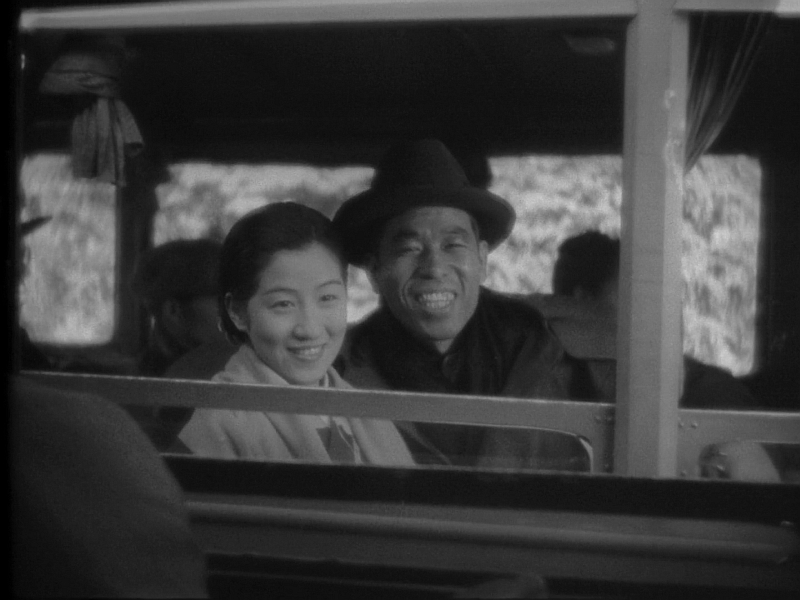
左から忍節子と河村黎吉
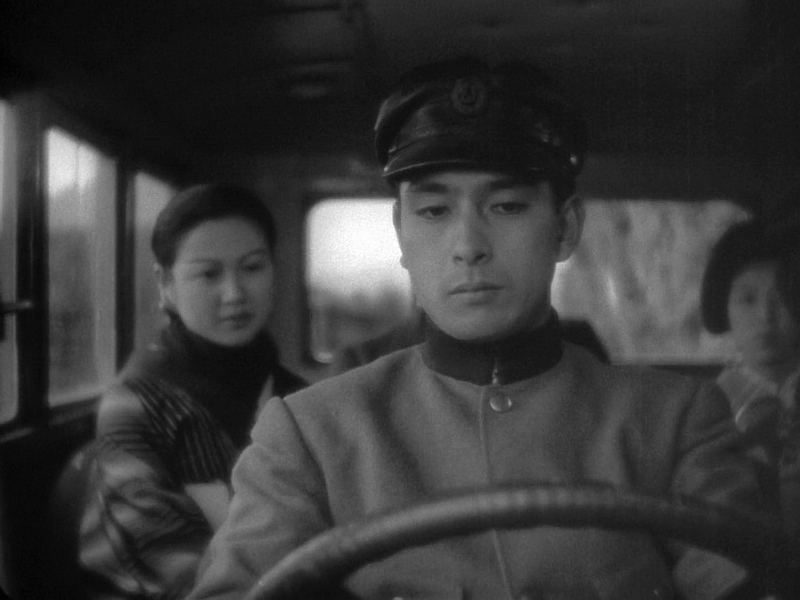
左から桑野通子と上原謙
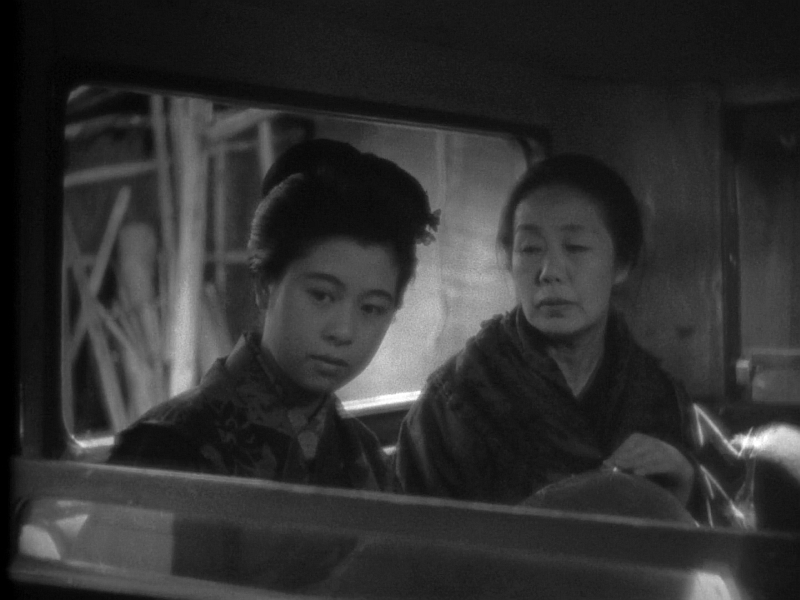
築地まゆみ

## スタッフ
- 監督…清水宏
- 監督補助…沼波功雄、佐々木康、長島豊次郎
- 脚色…清水宏
- 原作…川端康成『有難う』
- 撮影…青木勇

## 製作
映画では天城街道を舞台にしているが、撮影は、一部天城街道以外の道でも行われている。